# 1081年
| 千纪： | 2千纪 |
| 世纪： | 10世纪 \| 11世纪 \| 12世纪                                                                                     |
| 年代： | 1050年代 \| 1060年代 \| 1070年代 \| 1080年代 \| 1090年代 \| 1100年代 \| 1110年代                               |
| 年份： | 1076年 \| 1077年 \| 1078年 \| 1079年 \| 1080年 \| 1081年 \| 1082年 \| 1083年 \| 1084年 \| 1085年 \| 1086年     |
| 纪年： | 辛酉年（鸡年）；辽大康七年；北宋元丰四年；西夏大安八年；大理上明元年；越南英武昭勝六年；日本承曆五年，永保元年 |

## 大事记
- 北宋以李憲指揮五路伐夏，會師靈州。
- 高智昇與高昇泰父子以天變為不祥理由，逼迫上明帝段壽輝退位出家，並擁立段正明繼位大理國皇帝。
- 阿歷克塞一世·科穆寧在拜占庭帝國率兵廢黜推翻尼基弗魯斯三世，重建科穆寧王朝。

## 出生
- 12月1日︰路易六世，法國卡佩王朝國王，綽號胖子王。（1137年逝世，56岁）
- 亨利五世，德意志國王和神聖羅馬帝國皇帝（1125年去世，44岁）。
- 張邦昌，北宋末大臣，1127年靖康之變後曾被金國封為32天的大楚皇帝。